# ENEOS根岸製油所

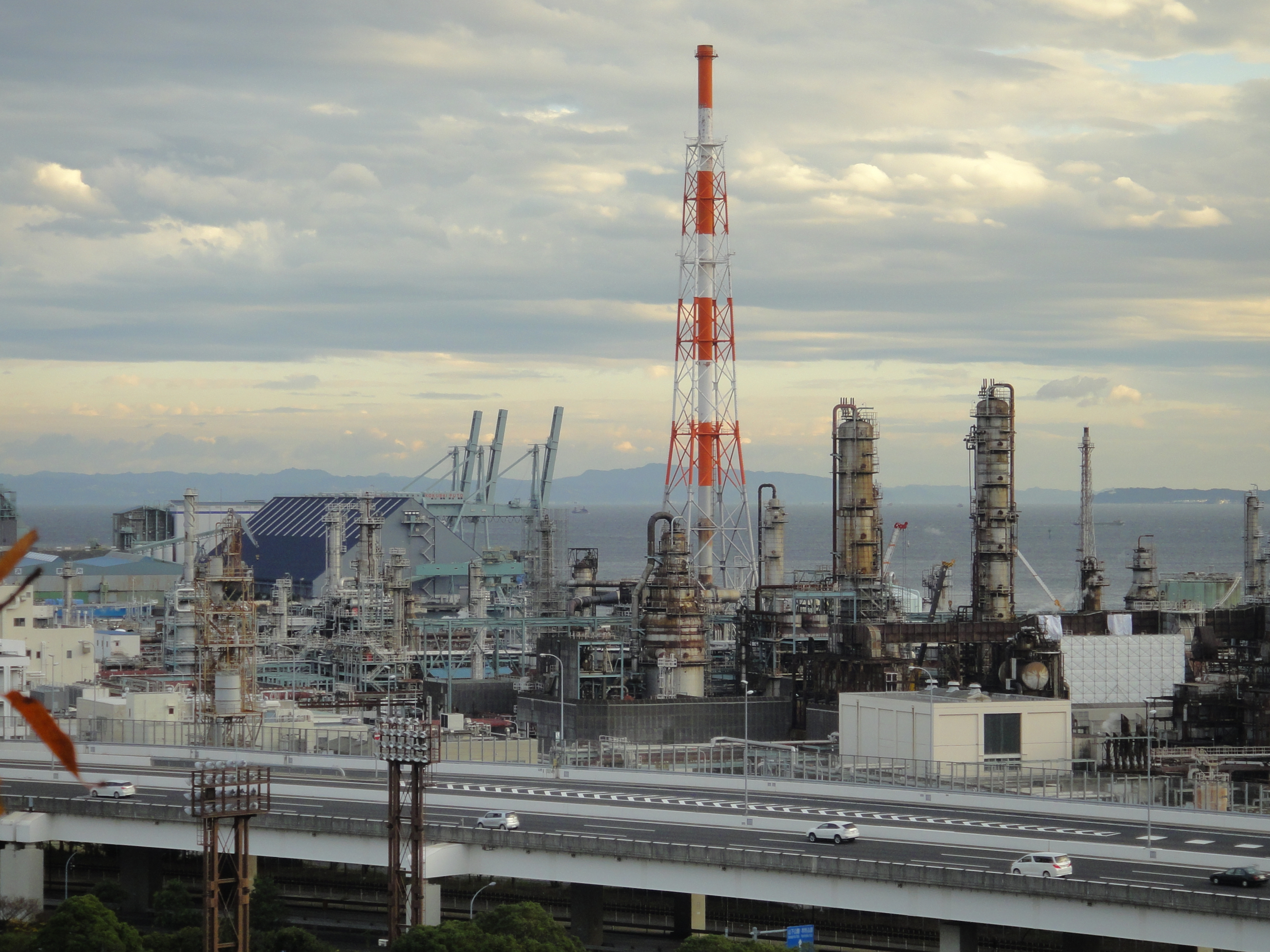
根岸製油所。手前は首都高速湾岸線

ENEOS根岸製油所（エネオスねぎしせいゆしょ）は、神奈川県横浜市磯子区にあるENEOSの製油所である。
ENEOSの関東地方の拠点。横浜港に面し、磯子区鳳町から中区千鳥町にかけて広がる敷地を有する日本最大級の製油所である。各種燃料油や潤滑油を製造するほか、一般事業者が電力会社（東京電力）に電力を供給するIPP事業も行われている。

## 概要

### データ
- 所在地 - 横浜市磯子区鳳町1-1
- 敷地面積 - 2,254,000 m2[1]（当地は根岸湾埋立事業のうち、1963年12月に竣工した第1期B地区にあたる。）
- 従業員数 - 696人（2022年3月31日現在）[1]
- 原油処理能力 - 153,000バレル/日（2022年10月現在）[2]

### 主な生産品
- LPガス
- ナフサ
- ガソリン
- 灯油
- ジェット燃料
- 軽油

- 重油
- アスファルト
- 潤滑油
- ワックス
- ベンゼン
- 硫黄

### 主要設備
括弧内は1日あたりの処理能力。
- 常圧蒸留装置 （153,000バレル）
- 減圧蒸留装置 （45,000バレル）
- 接触分解装置 （42,000バレル）
- アルキレーション装置 （9,000バレル）
- 接触改質装置 （50,000バレル）
- 残油脱硫装置（35,000バレル）
- 発電設備 - 発電能力は43.1万キロワットで、そのうち34.2万キロワットを電力小売事業向けに供給する。発電方式はガス化複合発電方式で、燃料には残渣油（アスファルト）を使用する。

#### 一部装置の廃止
2021年1月発表のニュースリリースで、第一トッパー（120,000バレル/日）などを2022年10月を目途に廃止する予定を発表した。これにより、1日あたりの原油処理能力は、270,000バレルから150,000バレルへと削減されることになった。
2022年10月、火止め式を行い、第一トッパーは停止された。

## 専用線
JR根岸線根岸駅に繋がる鉄道路線（専用側線）が製油所内に引き込まれており、鉄道タンク車を用いた石油製品の発送が行われている。主な発送先は、関東地方や長野県にある内陸油槽所となっている。
なお、新日本石油時代には鉄道貨物輸送による積極的な自社石油製品の輸送の実績から、2007年12月にエコレールマーク推進企業の認定を受けており、2008年1月1日より当駅に常備されているENEOSブランドマークつきのタンク車に順次エコレールマークが貼付された。

## 環境への取り組み
- 当製油所の開設当時、四日市ぜんそく等の公害が問題となっていた。根岸湾周辺の医師会や住民は、横浜市に対し対策を要望した。当時の飛鳥田市長は担当部署を増強して、四日市コンビナートの実態について情報収集した。横浜市は産業育成と住民の健康を両立させるため、根岸湾の埋め立て地に進出する電源開発や東京電力、日本石油と公害防止協定を締結していった（いわゆる「横浜方式」）[6][7][8]。

- 上記の公害防止協定は、国が定めた基準を上回る排出規制を求めるものであり、憲法学・行政法の分野での上乗せ条例の議論へとつながっていく。

- 1996年4月、当製油所は石油業界で初めて、国際的な環境マネジメントシステムである「ISO14001：1996」の認証を取得し、その後の規格改定に伴い、2006年4月に「ISO14001：2004」、2018年3月に「ISO14001：2015」の認証を取得した。登録活動範囲は、製油プロセスにおける受払いから払い出しまでの全ての活動及び発電プロセスにおけるすべての活動である[9]。

## その他
- 当製油所の北側を首都高速湾岸線が走っており、本牧から横浜プールセンターまでの区間（約4 km）の南側（海側）に、車窓から当製油所を見ることができる。
- JR根岸線 根岸駅の旅客ホームからは、製油所の施設の一部やタンク車の駐車場が見える。
- 2011年3月から4月に、東日本大震災に伴う東北地方への迂回燃料輸送が根岸駅を発地として実施されたが[10]、積載された石油製品の多くが当製油所産出のものである。
- 当製油所の西端の敷地には、かつて根岸飛行場があり、1940年から1945年までサイパン、パラオ方面まで民間の飛行艇が飛んでいた[11]。

## 沿革
- 1961年（昭和36年）1月6日 - 日本石油精製根岸製油所が発足。
- 1964年（昭和39年）3月17日 - 操業開始、第1常圧蒸留装置稼動開始。原油処理能力は110,000バレル/日。
- 1968年（昭和43年）10月30日 - 第2・第3常圧蒸留装置稼動開始、原油処理能力を220,000バレル/日に増強。
- 1972年（昭和47年）
  - 1月 - 第4常圧蒸留装置稼動開始、原油処理能力を310,000バレル/日に増強。
  - 10月1日 - 第4常圧蒸留装置増強により、原油処理能力を330,000バレル/日に増強。
- 1985年（昭和60年）5月25日 - 第3常圧蒸留装置廃棄、その他改造により原油処理能力を305,000バレル/日に削減。
- 1991年（平成3年）8月 - 原油処理能力を360,000バレル/日に増強。
- 1995年（平成7年）10月 - 原油処理能力を385,000バレル/日に増強。当製油所として歴代最大であり、当時の国内最大であった。
- 1999年（平成11年）7月 - 日本石油精製が日石三菱精製に社名変更。
- 2001年（平成13年）4月 - 原油処理能力を360,000バレル/日に削減。
- 2002年（平成14年）4月1日 - 日石三菱精製が新日本石油精製に社名変更、同社の根岸製油所となる。
- 2003年（平成15年）
  - 4月 - 原油処理能力を340,000バレル/日に削減。
  - 6月30日 - 電力供給事業開始。
- 2010年（平成22年）
  - 7月1日 - JX日鉱日石エネルギー発足により、同社の根岸製油所となる。
  - 10月 - 原油処理能力を270,000バレル/日に削減。
- 2016年（平成28年）1月1日 - JX日鉱日石エネルギーがJXエネルギーに社名変更。
- 2017年（平成29年）4月1日 - JXエネルギーがJXTGエネルギーに商号変更。
- 2020年（令和2年）6月25日 - JXTGエネルギーがENEOSに商号変更。
- 2022年（令和4年）10月 - 原油処理能力を150,000バレル/日に削減[4][5]。
- 2023年（令和5年）10月 - 原油処理能力を153,000バレル/日に増強。